# Perizoma zimmermanni
Perizoma zimmermanni är en fjärilsart som beskrevs av Hans Rebel 1928. Perizoma zimmermanni ingår i släktet Perizoma och familjen mätare. Inga underarter finns listade i Catalogue of Life.